# HD 102117
HD 102117は、ケンタウルス座の方角に約130光年の位置にある、7等級の恒星である。

## 特徴
| 太陽 | HD 102117 |
| ---- | --------- |
| 太陽 | Exoplanet |

質量は太陽の1.08倍で、半径は1.19倍である。表面温度はわずかに低く、形成から55億年が経過しているとされており、太陽と同じくG型主系列星に分類されている。金属量は多く、太陽のほぼ2倍にもなる。

## 惑星系
2004年、アングロ＝オーストラリアン惑星捜索のチームが周囲を公転する惑星の存在を公表した。その直後に、高精度視線速度系外惑星探査装置（HARPS）のチームも惑星の存在を発表している。どちらのグループも、ドップラー分光法を使用して観測を行った。
| 名称 （恒星に近い順） | 質量              | 軌道長半径 （天文単位） | 公転周期 (日)    | 軌道離心率    | 軌道傾斜角 | 半径 |
| --------------------- | ----------------- | ----------------------- | ---------------- | ------------- | ---------- | ---- |
| b (Leklsullun)        | >0.172 ± 0.020 MJ | 0.1532 ± 0.0088         | 20.8133 ± 0.0064 | 0.121 ± 0.082 | —          | —    |

## 名称
2019年、世界中の全ての国または地域に1つの系外惑星系を命名する機会を提供する「IAU100 Name ExoWorldsプロジェクト」において、HD 102117系はピトケアン諸島に割り当てられる惑星系となった。このプロジェクトは、「国際天文学連合100周年事業」の一環として計画されたイベントの1つで、ピトケアン諸島内での選考と国際天文学連合 (IAU) への提案を経て、太陽系外惑星とその母星に固有名が承認されるものであった。2019年12月17日、IAUから最終結果が公表され、HD 102117はUklun、HD 102117 bはLeklsullunと命名された。Uklunは、ピトケアン諸島で話されているピトケアン語で「我々」を意味する言葉、Lekl Sullunは、ピトケアン語で「子ども」を意味する言葉である。